# انتونیو والرو (بازیکن فوتبال، زاده ۱۹۳۱)
انتونیو والرو (انگلیسی: Antonio Valero; ۲۱ مارس ۱۹۳۱ – ۳ اکتبر ۲۰۱۸) بازیکن فوتبال اهل اسپانیا بود.
از باشگاه‌هایی که در آن بازی کرده‌است می‌توان به باشگاه فوتبال سویا اشاره کرد.
وی همچنین در تیم ملی فوتبال اسپانیا بازی کرده‌است.